# Gauthier Romani
Pour les articles homonymes, voir Romani (homonymie).
Gauthier Romani, né le 11 septembre 1994, est un pentathlonien français.
Aux Championnats d'Europe de pentathlon moderne 2016 à Sofia, il est médaillé d'argent par équipes.